# Oscarellidae
Oscarellidae is een familie van sponsdieren uit de klasse van de Homoscleromorpha. 

## Geslachten
- Oscarella Vosmaer, 1884
- Pseudocorticium Boury-Esnault, Muricy, Gallissian & Vacelet, 1995